# Gnophos subtaurica
Gnophos subtaurica är en fjärilsart som beskrevs av Eugen Wehrli 1932. Gnophos subtaurica ingår i släktet Gnophos och familjen mätare. Inga underarter finns listade i Catalogue of Life.